# Киноплёнка
«Кіноплёнка» (укр. кіноплівка) — організоване злочинне угруповання, яке виникло наприкінці 1970-х — на початку 1980-х років на території вулиць Повстання, Колахметова, Окольного та Печарняса.
Засновниками є рецидивісти на прізвиська «Шакір», «Ахмет» та «Трактор». У 1987 році більшість «старійшин» ОЗУ було заарештовано за участь у масових боях у Верхньому Ослані. Основною діяльністю ОЗУ була вимога «грошей за захист» від бізнесменів, які таємно виробляють наркотики та аудіокасети.
На початку 1990-х років вона розкололася на дві групи: група «Ільфатей» виступала за зайняття бізнесом, а група Ірека Мінгазізова («Ташкент») — за життя за злодійськими законами. У війні між «Жилкою» та «Севастопольськими» ОЗУ учасники Ільфатеї обирають бік «Севастопольських», а «ташкентці» — бік «Жилки».
У 1990—2000 роках під контролем ОЗУ знаходилися Московський ринок, виробниче об'єднання «Тасма», частина автомобільного заводу, група підприємств у місті та інші організації.
Наприкінці 2000-х — на початку 2010-х значну частину членів ОЗУ було заарештовано і засуджено до різних термінів, а ОЗУ припинила своє існування. 2023 року колишнього ватажка «Кіноплёнки» заарештували.